# Eszkolot
Eszkolot (hebr.: אשכולות) – wieś położona w samorządzie regionu Har Chewron, w Dystrykcie Judei i Samarii, w Izraelu.
Leży w górach Judzkich, w południowej części Judei, w otoczeniu terytoriów Autonomii Palestyńskiej.

## Historia
Osadę założono w 1982 jako wojskowy punkt obserwacyjny, w którym w 1991 osiedlili się cywilni żydowscy osadnicy.